# Кшечково-Шепеляки
Кшечково-Шепеляки (пол. Krzeczkowo-Szepielaki) — село в Польщі, у гміні Чижев Високомазовецького повіту Підляського воєводства.
Населення — 91 особа (2011).
У 1975-1998 роках село належало до Ломжинського воєводства.

## Демографія
Демографічна структура станом на 31 березня 2011 року:
|          | Загалом | Допрацездатний вік | Працездатний вік | Постпрацездатний вік |
| -------- | ------- | ------------------ | ---------------- | -------------------- |
| Чоловіки | 48      | 8                  | 35               | 5                    |
| Жінки    | 43      | 8                  | 26               | 9                    |
| Разом    | 91      | 16                 | 61               | 14                   |